# Francisco Inglada

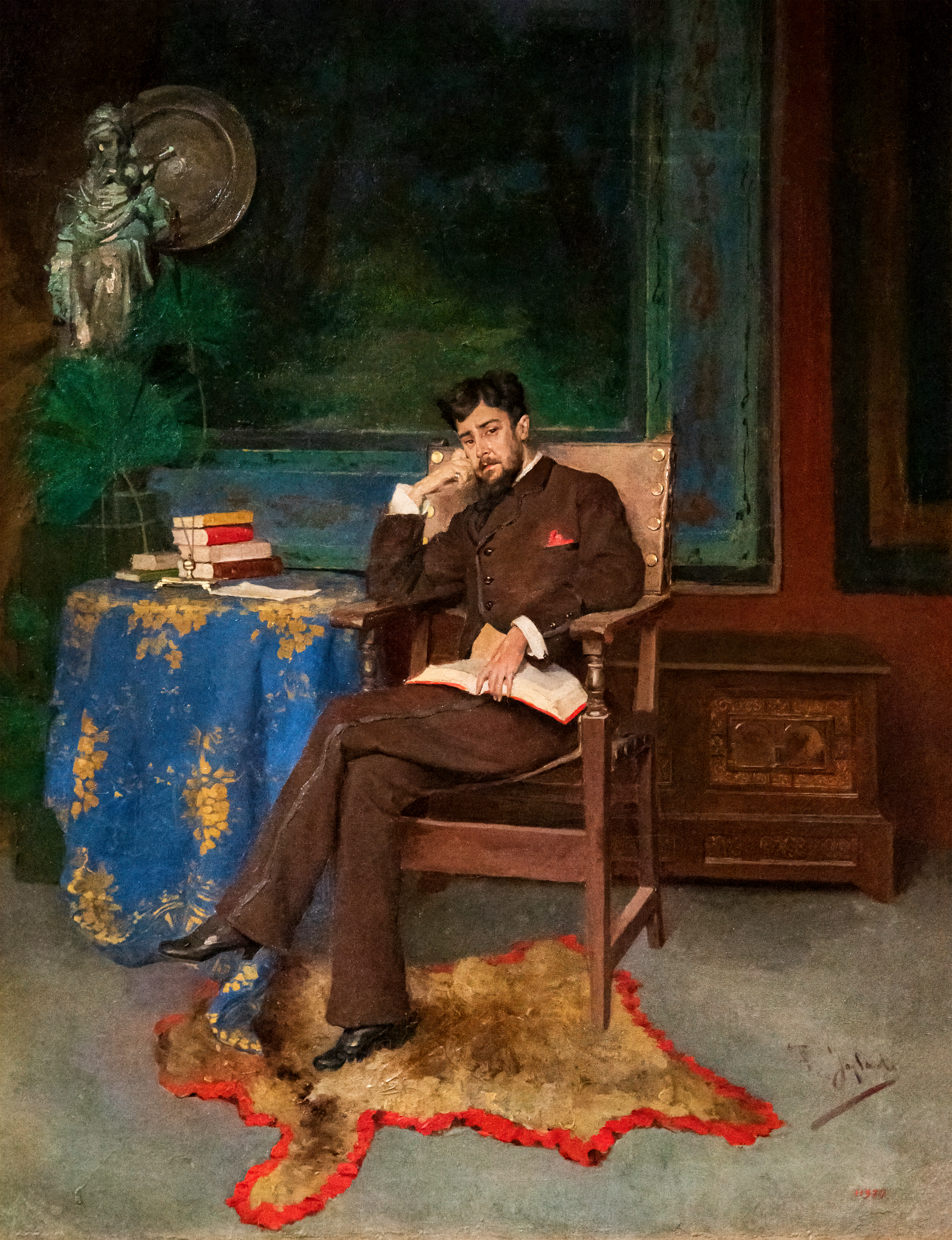
Retrato de Pompeu Gener, óleo sobre lienzo, 70 x 56 cm. Barcelona, Museu Nacional d'Art de Catalunya

Francisco Inglada (1850-1903) fue un pintor español.

## Biografía
Habría nacido en 1850. Pintor catalán, fue autor de obras como Una lección, presentada en la Exposición de Barcelona de 1880; Un estudio del natural, expuesto en 1871 y premiado con mención honorífica; Una cabeza, regalada en 1877 para la rifa en beneficio de la viuda de Padró; Un gitano y una gitana, que llevó a la Exposición de Gerona en 1878; Una señora paseando por el campo; Otra señora sentada en un jardín y Escena de costumbres andaluzas. Falleció en 1903.